# Madre (película de 2019)
Madre es una película de drama e intriga del año 2019, dirigida por Rodrigo Sorogoyen y escrita en colaboración con Isabel Peña. Es una coproducción España-Francia, por Amalur Pictures, Arcadia Motion Pictures, Caballo Films, Malvalanda, Noodles Production,Le Pacte, TVE, Movistar+ y Canal+. Protagonizada por Marta Nieto, Jules Portier y Àlex Brendemühl. Fue estrenada el día 15 de noviembre de 2019 en cines españoles. 
Continúa la historia del cortometraje Madre (2017), nominado a los Óscar de 2019. La película fue nominada a los premios Goya de 2020 en las categorías de mejor actriz protagonista, mejor montaje y mejor guion adaptado.

## Sinopsis
Elena (Marta Nieto) ha perdido a su pequeño hijo en una playa francesa. Diez años después, continua viviendo en esa misma playa, trabaja como camarera y está comenzando a salir del oscuro túnel donde permaneció tanto tiempo. Sin embargo, su vida vuelve a dar un giro al conocer a Jean (Jules Portier), un adolescente que está comenzando a vivir experiencias de adulto. Se genera un fuerte vínculo entre ambos que comienza a generar un ambiente tenso y desconfiado a su alrededor.

## Premios y nominaciones
Medallas del Círculo de Escritores Cinematográficos de 2019
| Categoría            | Nominados                     | Resultado |
| -------------------- | ----------------------------- | --------- |
| Mejor actriz         | Marta Nieto                   | Ganadora  |
| Mejor guion adaptado | Rodrigo Sorogoyen Isabel Peña | Nominados |

64.ª edición de los Premios Sant Jordi
| Categoría                         | Nominados   | Resultado |
| --------------------------------- | ----------- | --------- |
| Mejor actriz en película española | Marta Nieto | Ganadora  |

## Reparto
| Intérprete        | Personaje  |
| ----------------- | ---------- |
| Marta Nieto       | Elena      |
| Jules Porier      | Jean       |
| Alex Brendemühl   | Joseba     |
| Anne Consigny     | Lea        |
| Frédéric Pierrot  | Gregory    |
| Guillaume Arnault | Benoit     |
| Blanca Apilánez   | Madre      |
| Álvaro Balas      | Iván (voz) |
| Pablo Cobo        |            |
| Raúl Prieto       | Ramón      |